# Menosoma flavolineata
Menosoma flavolineata är en insektsart som beskrevs av Rauno E. Linnavuori och Delong 1978. Menosoma flavolineata ingår i släktet Menosoma och familjen dvärgstritar. Inga underarter finns listade i Catalogue of Life.